# Atuisoq
Atuisoq er Konkurrence- og Forbrugerstyrelsens rådgivende enhed for forbrugere i Grønland.
Atuisoq holder øje med, om de erhvervsdrivende agerer inden for lovens rammer og varetager forbrugernes interesser i samfundet overfor Inatsisartut (Grønlands landsting), kommunerne og det private erhvervsliv.
Atuisoq udfører forskellige forbrugerrelaterede opgaver, men beskæftiger sig hovedsageligt med rådgivning og vejledning i forbindelse med forbrugerhenvendelser, udarbejdelse af informationsmateriale om forbrugernes rettigheder og pligter, foretager forskellige prisundersøgelser for herved at øge prisgennemsigtigheden. Desuden udarbejdes pressemeddelelser og høringssvar vedrørende forbrugerrelateret lovgivning. Atuisoq udfører også undervisning om forbrugernes rettigheder på videregående uddannelser, ungdomsuddannelserne, 9-10. klasse og i foreninger og organisationer.